# Rimantas Šavelis
Rimantas Šavelis (* 10. Januar 1942 in Steponiai, Rajongemeinde Rokiškis; † 20. Mai 2021 in Vilnius) war ein litauischer Schriftsteller und Drehbuchautor.

## Leben
Šavelis studierte litauische Sprache und Literatur an der Universität Vilnius und besuchte in Moskau Kurse für Drehbuchautoren und Regisseure. Er arbeitete von 1970 bis 1974 beim kinematographischen Komitee und war von 1974 und 1977 und von 1980 bis 1984 Redakteur bei der Filmgesellschaft Lietuvos kino studija. In der Zeit dazwischen war er Konsultant der Vereinigung litauischer Prosaautoren. Seit 1973 war er Mitglied des litauischen Schriftstellerverbandes.
Neben Kurzgeschichten verfasste Šavelis mehrere Romane sowie Drehbücher für das Fernsehen und Kino. Nach seinem Roman Dievo avinėlis komponierte Feliksas Romualdas Bajoras die gleichnamige Oper Dievo avinėlis.

## Werke
- Palei žalią krantą, Kurzgeschichten, Vilnius 1970
- Dievo avinėlis, Roman, Vilnius 1974
- Это я – Титас, Roman, Moskau, Molodaja Prawda, 1976
- Paparčio šešėly, Kurzgeschichten, Vilnius 1980
- Jumala talleke, Roman, Tallinn, 1985
- Amžinoji šviesa, Kurzgeschichten, Vilnius 1987
- Tadas Blinda, Roman, Vilnius, 1987
- Вечный свет, Moskau, Sowjetskij Pisatel, 1988
- Zirguzaglis, historischer Roman, Riga, 1995
- Pasimatymai su gyvenimu, Vilnius, 2000
- Geriu žalią tylą (atsiminimai apie Paulių Širvį). Vilnius, 2004

### Film
- Amžinoji šviesa (Film, Regie: Algimantas Puipa), 1987
- Bilietas iki Tadž Mahalo, (Film, Regie: Algimantas Puipa), 1991
- Vilko dantų karoliai (Film, Regie: Algimantas Puipa), 1997